# 伊万·尚泰克
伊万·尚泰克（1932年4月23日—2015年4月14日），克罗地亚男子足球运动员，场上位置是后卫。他曾代表南斯拉夫国奥队参加1956年夏季奥林匹克运动会足球比赛，获得一枚银牌。